# Barcita duomita
Barcita duomita är en fjärilsart som beskrevs av William Schaus 1901. Barcita duomita ingår i släktet Barcita och familjen nattflyn. Inga underarter finns listade i Catalogue of Life.